# 印南博吉
印南 博吉（いんなみ ひろきち、1903年4月1日 - 1990年5月9日）は、経済学・保険学者。明治大学名誉教授、創価大学名誉教授。明治大学商学部長、全国生活協同組合連合会の初代理事長等を歴任。

## 略歴
栃木県出身。栃木県立大田原中学校（現・栃木県立大田原高等学校）卒、東京商科大学（現一橋大学）卒業。田中外次初代住友金属鉱山社長は志田鉀太郎ゼミの同期。1955年「保険本質論の再吟味」で明治大学より商学博士の学位を取得。明治大学商学部助教授、教授、学部長、1971年名誉教授、創価大学教授、1982年名誉教授。1982年から87年まで全国生活協同組合連合会の初代理事長を務め、一般の人が低額で加入できる生命共済事業を全国的に広めた。また、日本保険学会創立に参画し、1950年に加藤由作一橋大学教授が議長を務めた日本保険学会再建総会では、経過報告を行った。長男は切手研究家の印南博之。

## 著書
- 『保険経営経済学』笠原書店 1941
- 『経済学の革新 ゴットル経済学研究』科学主義工業社 1942
- 『政治経済学の基本問題』白山書房 1948
- 『保険経済』東洋書館 1950 白桃書房 1954
- 『保険論』三笠書房 経営経済学大系 1952
- 『保険の本質』白桃書房 1956

### 共編
- 『経営学全集 第34巻 保険経営論』二瓶嘉三,鈴木譲一共編 東洋経済新報社 1961
- 『現代日本産業発達史 第27 保険』編 現代日本産業発達史研究会 1966

### 翻訳
- ゲルハルト・ヴョルネル『保険総論』志田鉀太郎共訳 明治大学出版部 1933
- K.H.ペーター『世界史を語る手紙』筑摩書房 グリーンベルト・シリーズ 1964
- W.H.ロッダ『賠償責任保険と財産保険』監修 保険研究所 1967-1969
- カール・ハックス『保険要論』森宮康共訳 泉文堂 1971